# Мальорка Б
«Мальорка Б» (ісп. RCD Mallorca B) — іспанський футбольний клуб із Пальми (Балеарські острови), резервна команда «Мальорки». Клуб заснований 1967 року, гостей приймає на арені «Сон Бібілоні», що вміщає 1 900 глядачів. Клуб за регламентом не може піднятися в іспанську «Прімеру», але і в «Сегунді» клуб провів лише один сезон 1998/99, посівши 19 місце.

## Історія
Клуб заснований 1967 року під назвою «Коллеренсе» (ісп. Unión Deportiva Collerense) як самостійний і виступав у регіональних змаганнях, а 1979 року вийшов у Терсеру.
З 1981 року клуб став резервною командою «Мальорки» і 1983 року змінив назву на «Мальорка Атлетіко». Того ж року був створений новий клуб «Коллеренсе», який заявився до регіональних змагань, але до цього клубу не мав жодного стосунку.
У 1986 році клуб вдруге поспіль виграв свою групу Терсери, але цього разу через плей-оф зміг підвищитись у класі. Проте в першому ж сезоні команда зайняла передостаннє місце і знову вилетіла в Терсеру. В подальшому команда неодноразово курсувала між цими дивізіонами, поки 1998 року не вийшла до Сегунди, другого за рівнем дивізіону Іспанії. Проте втриматися в ньому не змогла і знову почала виступати з поперемінним успіхом у Сегунді Б та Терсері.

## Колишні назви
- Коллеренсе — (1967—1983)
- Мальорка Атлетіко — (1983—1993)
- Мальорка Б — (1993-)

## Досягнення
- Переможець Терсери (6) : 1984/1985, 1985/1986, 1988/1989, 1993/1994, 1994/1995, 2008/2009.

## Відомі гравці
У списку подані гравці, що в майбутньому виступали за свої національні збірні
- Родріго Бранья
- Леонардо Франко
- Даніель Гуїса
- Альберт Луке
- Альберт Рієра
- Дієго Трістан